# Siège de Montevideo (1823-1824)
Guerre d'indépendance du Brésil
Le siège de Montevideo a lieu pendant la Guerre d'Indépendance du Brésil, au cours de laquelle l'armée brésilienne dirigée par Carlos Frederico Lecor tente de capturer la ville de Montevideo, en Cisplatine (Uruguay actuel), à l'armée portugaise d'Álvaro da Costa de Sousa de Macedo. Le siège dure du 20 janvier 1823 au 8 mars 1824, date à laquelle les Portugais se rendent aux forces brésiliennes. La défaite navale lors de la Bataille de Montevideo (1823)  contribue également à accélérer la reddition des troupes portugaises . L'événement marque la fin de la résistance contre l'indépendance du Brésil sur son territoire.